# 設定保育
設定保育（せっていほいく）は、保育者が明確な目標を持って、つまり指導目標をもって、音遊びであれ、お絵かき、お散歩であれ、なんらかの保育を行うことをいう。対象は、クラス全体のことも多いが、数人、ひとつのグループだけ、数クラス合同でということもある。そこで計画保育、一斉保育という呼び方もされる。自由保育に対して用いられる。

## 実施
対象となる園児それぞれに注意を払い、テーマについて理解をもって自発的に取り組めるように配慮する。保育の中でもリズム遊びや食育のように、自分たちから進んで取り組むことで楽しく参加できる喜びを体験してもらう場合や、生活指導の一環として行わなくてはならないものなどもあり、自由保育と相補的に、設定保育を行うことが必要な場合もある。対象となる園児たちの発達段階を考慮して無理のない課題と、内容の豊かな活動計画を立てることが大切である。